# Niō
Pour l’article homonyme, voir Nioh pour le jeu vidéo japonais.
Pour les articles homonymes, voir NIO.

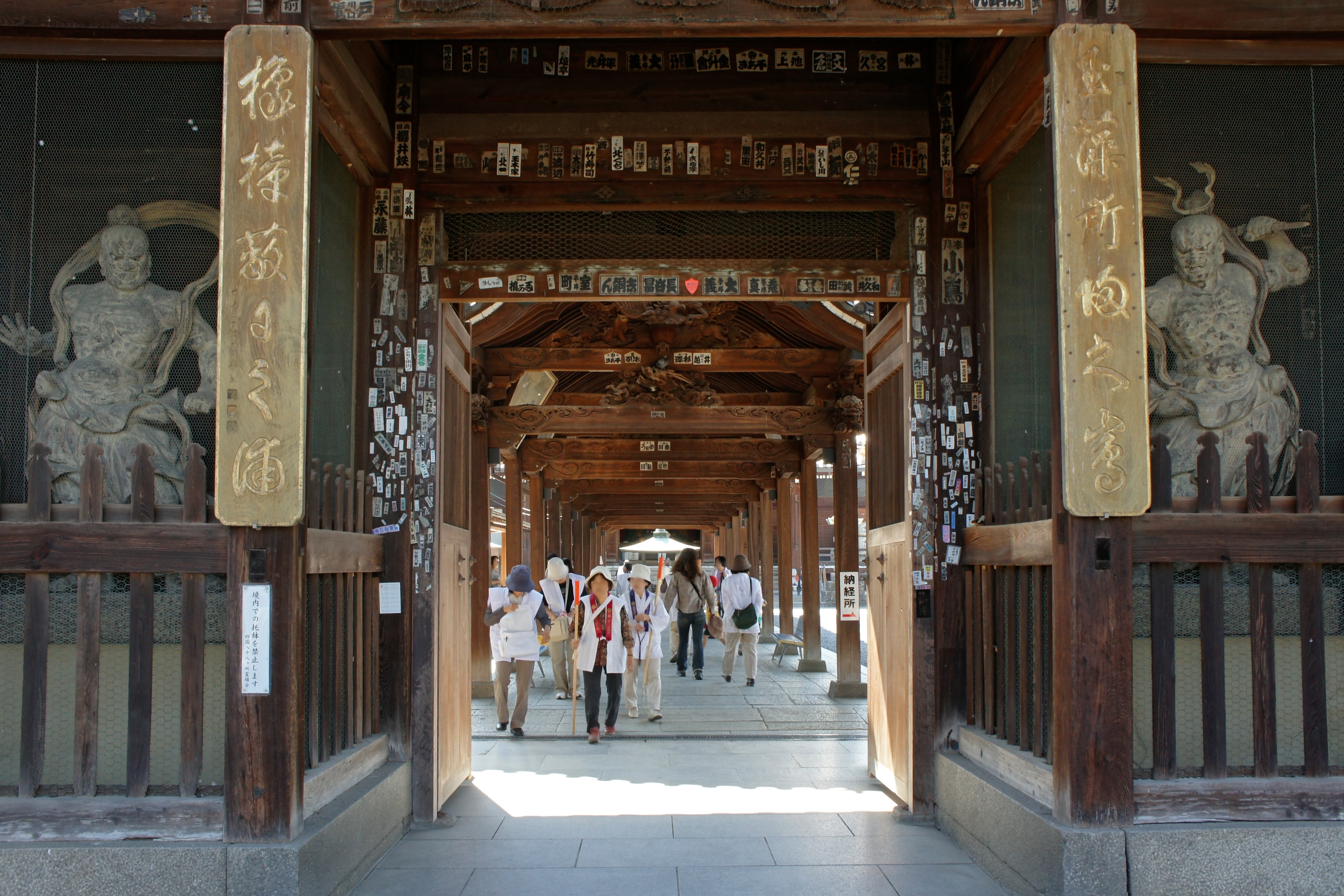
Les niō du temple Zentsū, à Zentsūji.

Les niō (仁王) aussi appelés kongō-rikishi (金剛力士) sont deux divinités gardiennes japonaises des temples bouddhiques, monastères, sanctuaires, cimetières et autres sites sacrés du Japon. En général, ils sont installés de chaque côté de l'entrée principale mon (門, « porte ») empêchant les démons ou les mauvais esprits de pénétrer dans les lieux.

## Influence hellénistique

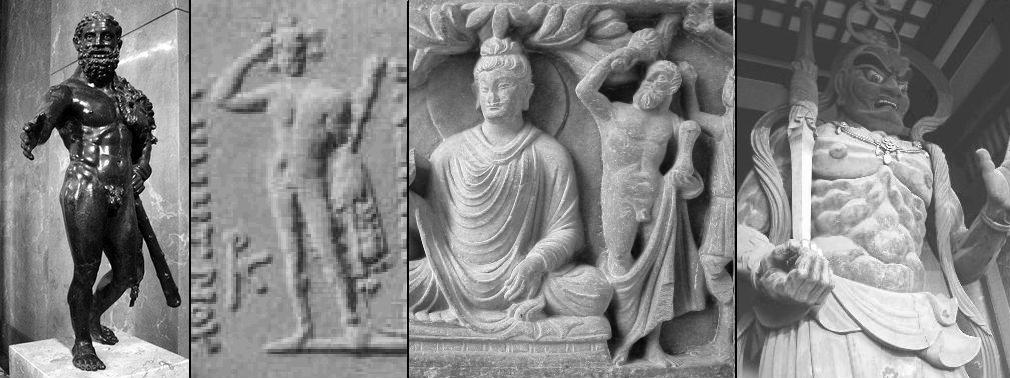
Évolution iconographique du héros grec Héraclès à Shūkongōshin. De gauche à droite :
1) Héraclès (Musée du Louvre).
2) pièce de monnaie Héraclès gréco-bactrien Démétrios Ier Sôter.
3 Vajrapani, le Protecteur de Bouddha, dépeint comme Héraclès dans l'art gréco-bouddhique du Gandhara.
4) Shūkongōshin des temples bouddhistes au Japon.

Le nom des Kongōrikishi s'est transmis d'après l'image du héros grec Héraclès par le biais de l'Asie de l'Est le long de la Route de la soie. Héraclès était utilisé dans l'Art gréco-bouddhiste pour représenter Vajrapani, le protecteur de Bouddha, et sa représentation suivit alors en Chine et au Japon pour dépeindre les dieux protecteurs des temples bouddhistes. Cette transmission n'est qu'une infime partie de l'influence Gréco-bouddhiste, un phénomène syncrétique, où le bouddhisme interagit avec la culture hellénistique de l'Asie Centrale à partir du IVe siècle av. J.-C. jusqu'au IVe siècle apr. J.-C.
Leurs origines sont ensuite chinoises et viennent directement des dieux Hengha Er Jiang, y compris l'iconographie dont ils ont hérité. C'étaient deux Généraux qui luttèrent l'un contre l'autre. Le premier, Zheng Lun combattait aux côtés du nouveau et futur souverain, Zhou Wuwang de la dynastie Zhou pour l'aider à renverser le roi actuel. L'autre, s'appelait Chen Qi et défendait le roi félon, Zhouwang (Di Xin de la Dynastie Yin, qui avait trahi le Ciel et devait disparaître au profit de la nouvelle Dynastie, mais qui refusait de se rendre sans les armes. Tous deux avaient des facultés extraordinaires : Zheng Lun pouvait exhaler un nuage toxique par le nez sous forme de deux rais de lumière blanche qui sortaient de ses narines et ainsi capturer les âmes de ses ennemis ; Chen Qi pouvait exhaler le même nuage toxique de couleur jaune qui s'échappait de sa bouche et avait les mêmes pouvoirs. Après leur mort, ils furent déifiés et devinrent chacun un Dieu de la Porte.
Les Hengha Er Jiang étaient appelés aussi les Jingang lishi (金剛力士) qui donnèrent les Kongō-rikishi (金剛力士) au Japon.

## Description

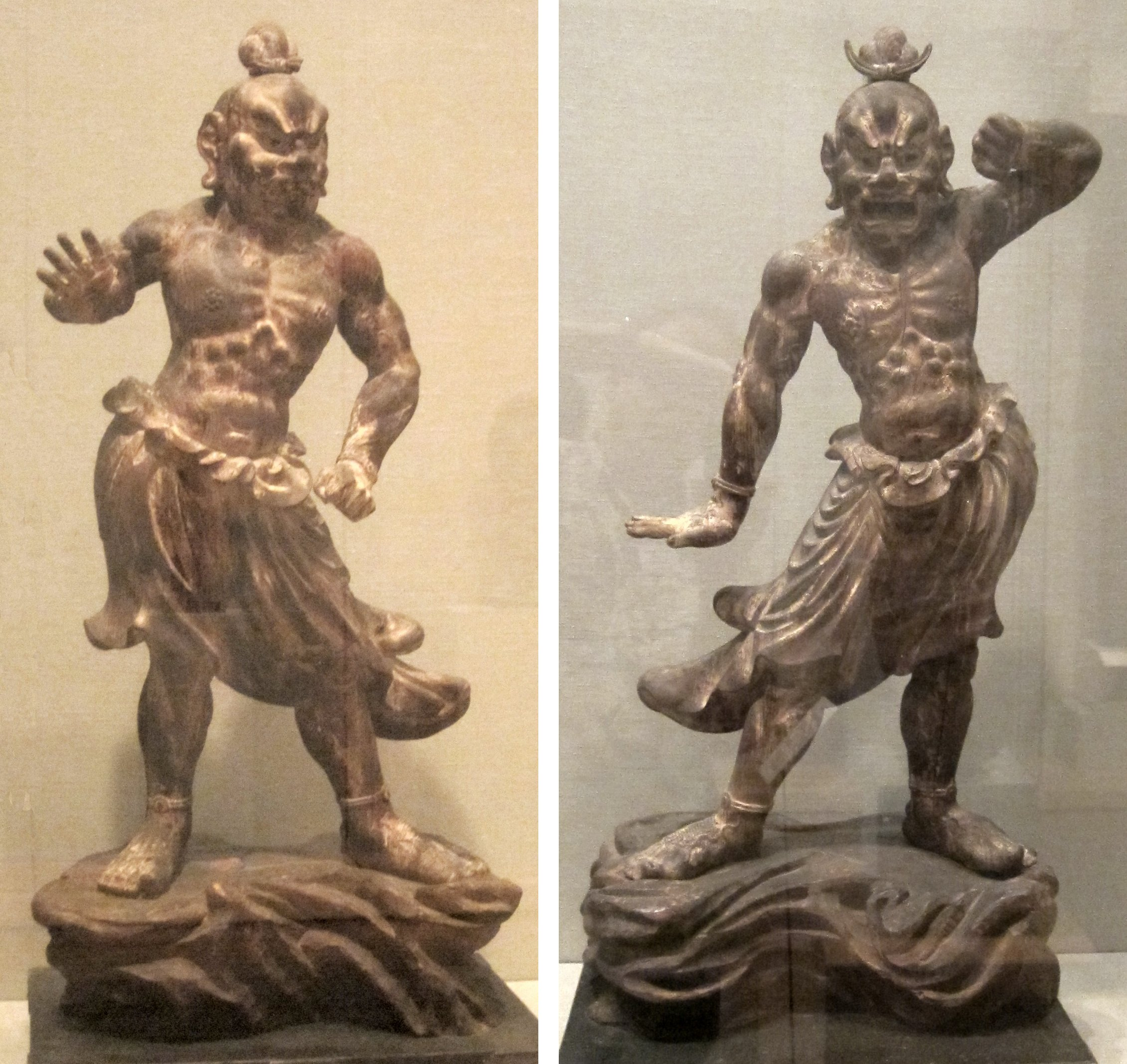

Deux immenses statues, faites de bois polychromes ou non, mais aussi en pierre représentant deux géants qui se tiennent debout devant les temples ou les édifices sacrés, à l'aspect courroucé et à la musculature impressionnante ; ils sont généralement chauves, portant le chignon, vêtus d'un simple pantalon, laissant le haut du corps nu ou bien revêtus d'une armure. Tous deux présentent une attitude menaçante. Ce sont des forces capables de chasser les mauvais esprits, ils sont soit désarmés, soit munis d'une lance, d'une hallebarde ou du symbole de la foudre.

### Naraen Kongō ou Ungyō

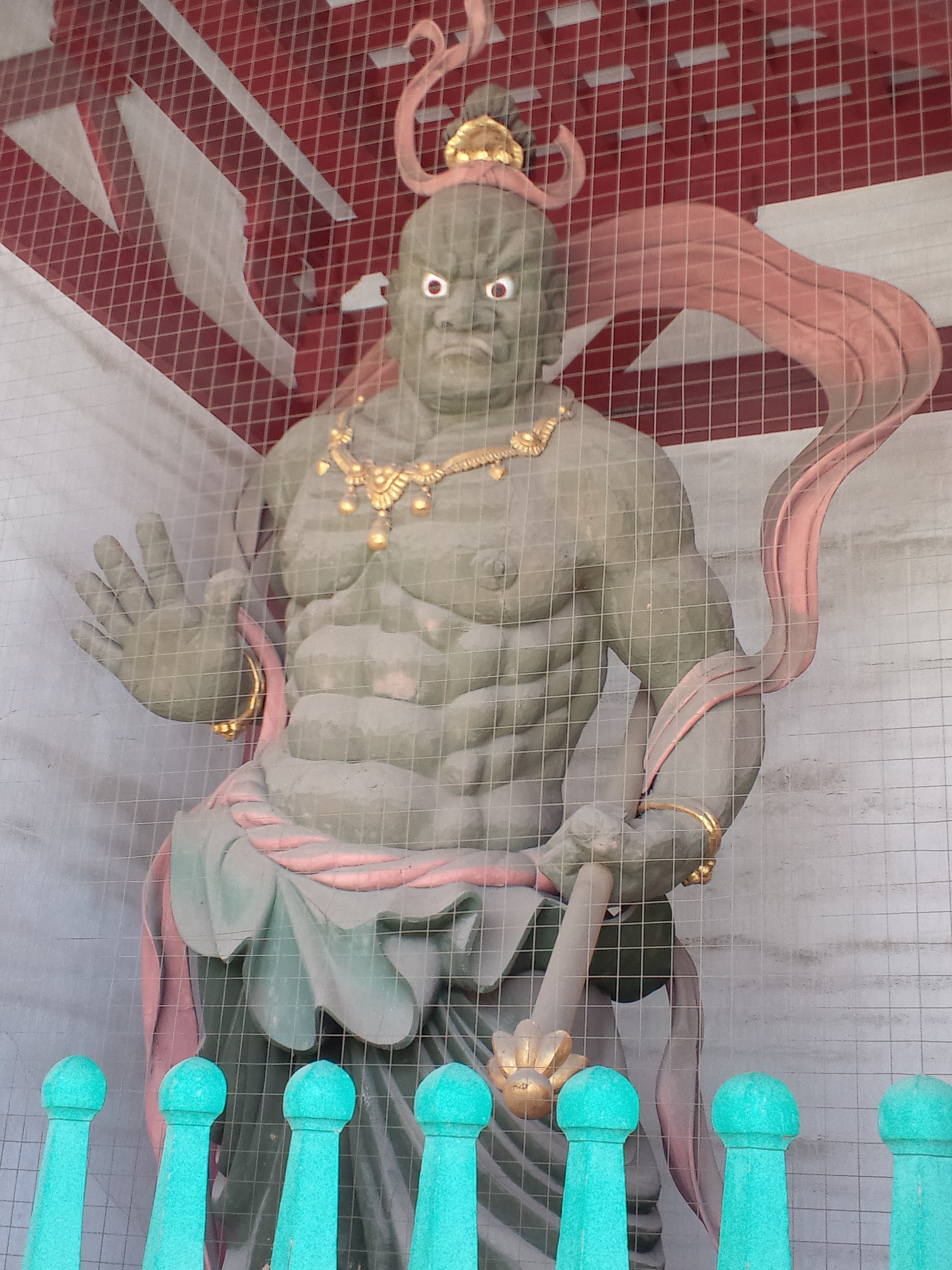

Naraen Kengō (那羅延堅固王), également appelé Ungyō (吽形) « qui forme le Un » (Um), la bouche fermée, est dépeint comme ayant les mains vides ou maniant une épée. Il symbolise la force latente, gardant les dents serrées. Sa bouche close est dépeinte comme ayant la forme nécessaire d'émettre le son Un, ce qui correspond à son autre appellation de Ungyō. Naraen Kongō est Narayeon geumgang en Corée, Nàluóyán jīngāng en chinois mandarin, et Na la diên kim cương au Vietnam Naraen (那羅延) ; celui qui a la bouche ouverte, illustre donc la puissance exprimée alors que celui qui est représenté avec la bouche fermée, Misshaku (密迹), symbolise la puissance latente. Il se tient généralement à gauche de l'entrée, sa couleur est plus sombre, le plus souvent bleu ou vert, tirant parfois sur le gris et esquisse parfois des gestes bien précis : le bras gauche légèrement baissé avec le poing fermé, la main droite légèrement relevée, paume ouverte, en appui sur la jambe droite, quand il ne tient pas d'armes. Sinon, il tient une massue dans la main gauche baissée et relève la main droite paume ouverte, l'index touchant le pouce.

### Misshaku Kongō ou Agyō

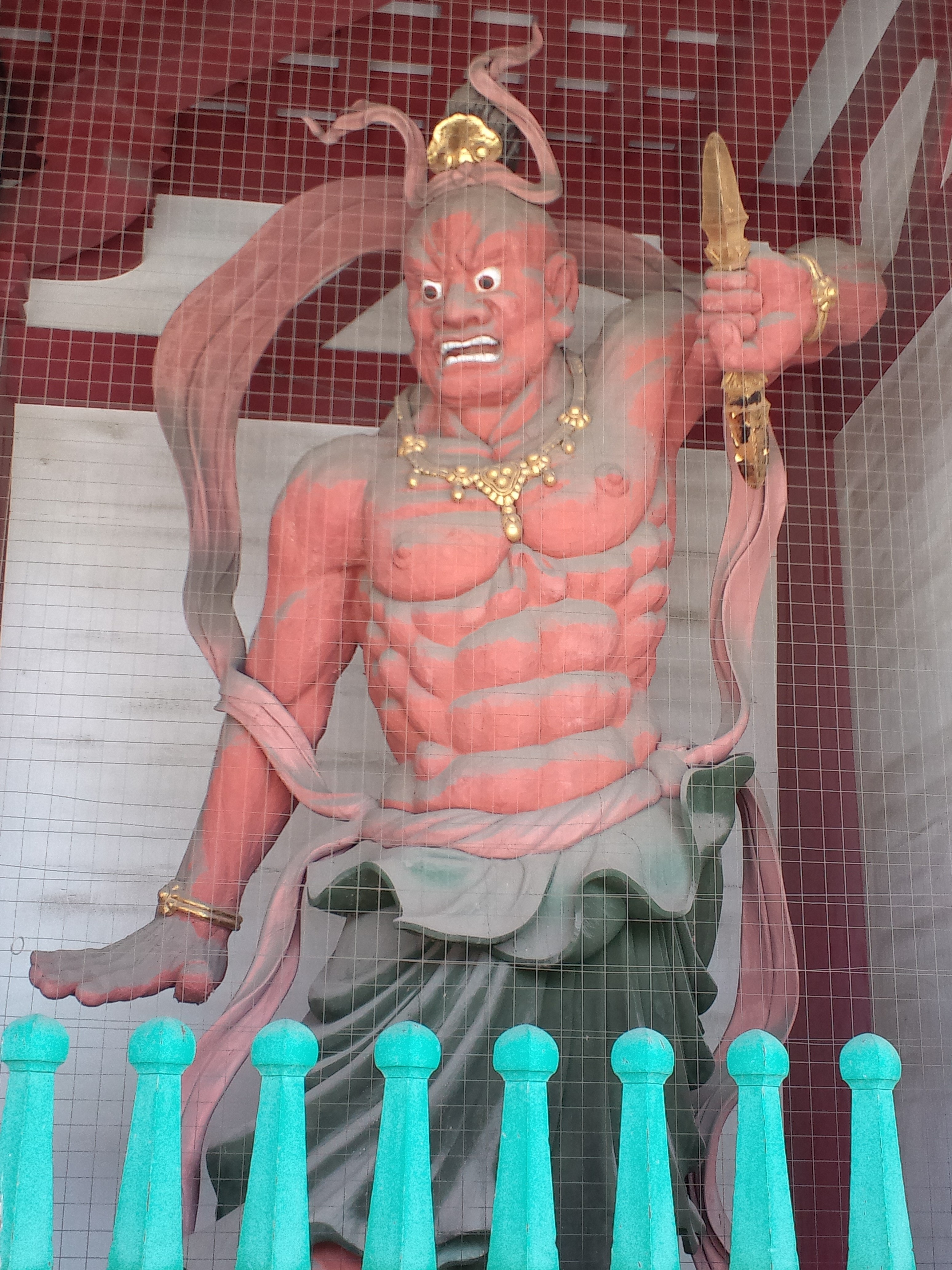

Misshaku Kongō (密迹金剛), appelé aussi Agyō (阿形) « qui forme le A », la bouche ouverte, est le symbole de la violence accrue, il manie le tokkosho (独鈷杵) vajra (tige de diamant, bâton de foudre à une pointe, ou symbole solaire) et montre les dents. Sa bouche grande ouverte est dépeinte comme ayant la forme nécessaire qu'il faut pour émettre le son Ah, ce qui correspond à son autre appellation de Agyō. Misshaku Kongō est Miljeok geumgang en Corée, Mìjī jīngāng en chinois mandarin, et Mật tích kim cương au Vietnam. C'est l'équivalent de Guhyapāda vajra en Sanskrit. Il se tient généralement à droite de l'entrée, sa couleur est plus claire, le plus souvent rouge, esquisse les gestes suivants : le bras gauche relevé vers la tête, le poing fermé (comme s'il se protégeait ou allait frapper), le bras droit tendu vers le bas, main paume ouverte vers le bas, en appui sur sa jambe gauche, quand il ne tient pas d'armes. Sinon, il porte son bâton de foudre dans la main droite et relève légèrement le bras droit paume ouverte.

### Shūkongōshin

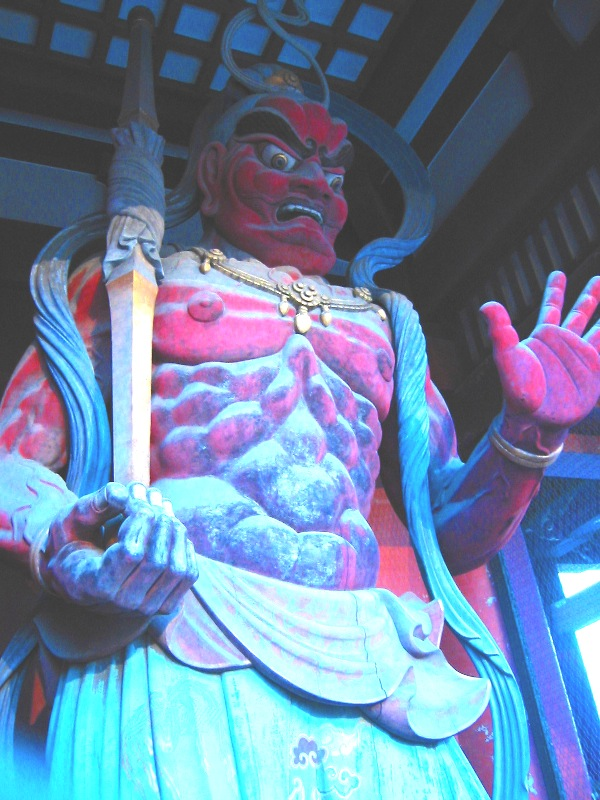
Sensō-ji

Une manifestation des Kongōrikishi qui combine Naraen et Misshaku Kongō en un seul personnage appelé le Shūkongōshin au Tōdai-ji à Nara, Japon. Shūkongōshin (執金剛神), littéralement « esprit manipulant le vajra », appelé Shūkongōshin ou Shikkongōjin en Japonais, Jip geumgang sin en coréen, Zhí jīngāng shén en mandarin chinois, et Chấp kim cang thần en vietnamien.
Les gestes bien précis qu'ils effectuent peuvent laisser penser à des positions d'attaque pour l'un et de défense pour l'autre, si bien que leurs images sont souvent associées aux arts martiaux et qu'il n'est pas rare de les voir à l'entrée d'un dojo. Les Japonais les appellent respectueusement Aun no kokyū (阿吽の呼吸, litt. « la respiration de A et Un ») ou bien encore Asan (あさん, litt. « M. A ») et Unsan (うんさん, litt. « M. Un »).
Ils seraient une manifestation du bodhisattva Vajrapani, en japonais Shūkongōshin (執金剛神).
Les sculptures les plus célèbres les représentant sont probablement celles d'Unkei et Kaikei qui furent réalisées pour le Tōdai-ji à Nara (Niō du Tōdai-ji).

## Symbolisme
Comme on l'a vu, ils représentent tous deux la force brute et la force latente, mais ils sont surtout l'image vivante du son sacré dans le bouddhisme que les adeptes appellent ɦūṃ (हूँ) ou aum et qui serait le souffle vital de toute chose, le premier son pour créer le monde, mais aussi pour le détruire. Ils sont le yin qui est associé au signe femelle, à la gauche, à tout ce qui est de mauvais augure et faible, et le yang qui est associé au signe mâle, à la droite, à tout ce qui est de bon augure et puissant. Ils sont les éternels opposés de la nature qui ne peuvent être séparés l'un de l'autre ; éternels concepts contraires de la vie et de la mort.

## Niō Zen
Le samouraï Suzuki Shōsan (1579–1655) a créé son propre style de Zen, le niō zen.

## Influences modernes
- Les personnages de Kiddy Grade Un-ou et A-ou sont ainsi nommés respectivement pour Ungyō et Agyō.
- les personnages de Street Fighter Akuma et Gouken sont basés sur les niō.
- Dans le chapitre 68, Yotsuba&! est placé dans un autel dédié aux niō afin de l'effrayer pour qu'elle ne mente pas. dans le chapitre 74, Yotsuba photographie un homme dans la rue qu'elle prend pour un niō.
- Dans Skip Beat! le personnage, Shō Fuwa est comparé à Ungyō et Agyō quand il est fou de rage.
- Dans le volume 4 de light novel Heaven's Memo Pad ce terme est utilisé en référence au personnage d'Alice.
- Dans les séries du manga/anime Eyeshield 21, les jumeaux Unsui Kongo et Agon Kongo de la Shinryuji Naga l'Équipe de Football américaine sont nommés ainsi d'après Ungyō and Agyō.
- Dans les séries Flint the Time Detective, Genkikun, les Enquêteurs du Temps, au Japon, le personnage Nioja (Ninja en anglais) est vaguement basé sur eux.
- Dans One Piece, chapitre 784, la technique spéciale du Gear Fourth de Monkey D. Luffy est basée sur les niō.